# Martinez (Georgia)
Martinez – jednostka osadnicza w Stanach Zjednoczonych, w stanie Georgia, w hrabstwie Columbia.